# Epicauta tenuemarginata
Epicauta tenuemarginata är en skalbaggsart som beskrevs av Werner 1958. Epicauta tenuemarginata ingår i släktet Epicauta och familjen oljebaggar. Inga underarter finns listade i Catalogue of Life.